# 金正覚
金 正覚（キム・ジョンガク、朝鮮語: 김정각、1941年7月20日 - ）は、朝鮮民主主義人民共和国の軍人、政治家。朝鮮労働党中央委員会中央委員。朝鮮人民軍における軍事称号（階級）は次帥。
朝鮮労働党中央委員会政治局員、同党中央軍事委員会委員、朝鮮民主主義人民共和国国防委員会委員、朝鮮民主主義人民共和国国務委員会委員、朝鮮人民軍総政治局長、人民武力部長などの重職を歴任した。

## 経歴
平安南道甑山郡生まれ。1959年、入隊。人民武力部副部長を務めた後、2007年3月に朝鮮人民軍総政治局第一副局長に任命された。2009年4月9日に国防委員会の国防委員に選出。2010年9月の朝鮮労働党の第3回党代表者大会で党中央軍事委員会委員となる。2012年2月15日、人民軍次帥に昇格。
2011年12月28日の金正日総書記の葬儀においては、特別車に付き従う7人の1人となり、金正恩の最側近とみられていた。また金正日が死去した後は、朝鮮人民軍総政治局第一副局長として、禹東測国家安全保衛部第一副部長（当時）、趙慶喆朝鮮人民軍保衛司令官（当時）と共に新たに発足する金正恩体制を固めるために大規模な粛清を行い、「死の3人組」として恐れられたと言う。
金正恩体制が本格的に発足した2012年4月に人民武力部長に任命され、また同月の朝鮮労働党第4回党代表者会で朝鮮労働党中央委員会政治局員に選出された。しかし、同年11月には人民武力部長からの解任が確認され、2013年4月1日に開催された第12期最高人民会議第7回会議で国防委員会委員からも解任されたことが確認された。同年7月に金日成軍事総合大学総長への就任が確認された。
2016年5月に開催された朝鮮労働党第7次大会で党中央委員会政治局、同党中央軍事委員会の名簿に掲載されず、政治局員と中央軍事委員会委員からの退任が確認された。
2018年2月9日、朝鮮中央通信が前日の軍事パレードを伝える報道の中で、金を朝鮮人民軍総政治局長の肩書で紹介し、黄炳瑞の総政治局長解任と金の就任が確認された。また、同年4月12日の朝鮮中央通信の報道により、前日に開かれた最高人民会議第13期第6回会議で、金正恩の提議により黄が国務委員会副委員長から解任され、金が国務委員会委員に選任されたことが判明した。
2018年5月中旬の党中央軍事委員会拡大会議において軍首脳3人の一斉交代がなされ、金正覚は総政治局長を解任され、同年5月26日の北朝鮮メディアの報道で確認された。また、2019年4月11日の第14期最高人民会議第1回会議で国務委員会委員に選出されず、同職からの退任も確認された。